# Idiosoma arenaceum
Idiosoma arenaceum es una especie de araña migalomorfa del género Idiosoma, familia Idiopidae. Fue descrita científicamente por Rix & Harvey en 2018.
Esta especie habita en Australia Occidental. El holotipo masculino mide 19,7 mm y el paratipo femenino 24,8 mm.